# Kome Hyappyo
Kome Hyappyo (米百俵), letterlijk "Honderd zakken rijst", is de naam van een gebeurtenis in Japan. Deze historische anekdote symboliseert het idee dat geduld en doorzettingsvermogen nu zal leiden tot voordelen in de toekomst.

## De anekdote

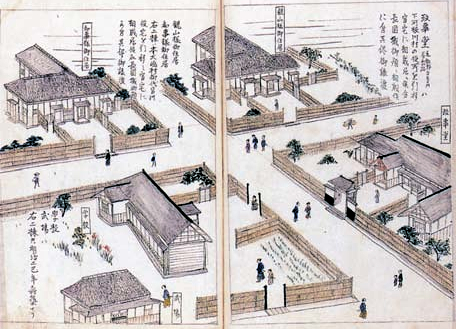
Kokkan Gakko

Tijdens de Boshin-oorlog (1868) is de provincie Nagaoka, nu de stad Nagaoka in de prefectuur Niigata, voor een groot deel verwoest en is de voedselproductie sterk gereduceerd. De buurprovincie Mineyama, nu de stad Maki in de prefectuur Niigata, schonk honderd zakken rijst om de hongersnood te lenigen. Torasaburo Kobayashi, een van de leiders van Nagaoka, stelde voor om de rijst te verkopen en het geld te gebruiken voor onderwijs met het argument "Als honderd zakken rijst worden opgegeten, dan zijn ze onmiddellijk weg, maar als ze ingezet worden voor onderwijs, dan worden het tienduizend of een miljoen zakken in de nabije toekomst". De aanvankelijk  niet zeer van het voorstel gecharmeerde samurai clanleiders en de hongerige bevolking lieten zich door Kobayashi overtuigen. De rijst werd verkocht om de Kokkan Gakko  school te financieren.

## Hedendaags gebruik
Het idee van korte termijn lijden ten gunste van een betere toekomst was lang het motto van de bevolking van Nagaoka. Het verhaal kreeg hernieuwde nationale aandacht toen in 2001 premier Junichiro Koizumi het verhaal aanhaalde in een van zijn inaugurele speeches.